# Klappmaul Theater
Das Klappmaul Theater (der Name leitet sich ab vom Begriff der Klappmaulpuppen und -figuren) war eine freie Theatergruppe (Tourneebetrieb) und trat von 1975 bis 2005 in Kindergärten, Schulen und öffentlichen Einrichtungen sowie auf den Bühnen vieler Stadt-, Landes- und Staatstheater im gesamten deutschsprachigen Raum (auch Österreich und Schweiz) auf. 

## Geschichte
Die künstlerische Leitung wurde in den 30 Jahren des Bestehens immer kollektiv von den jeweiligen Gesellschaftern wahrgenommen, zuletzt waren dies: Michael Kloss, Thomas Korte, Hansgeorg Oskar Mahler (Mitgründer des Theaters) und Alexander Zipser-Krein. Das Ensemble arbeitete unter anderem zusammen mit Sylvain Cambreling, Eva Demski, Bodo Kolbe, Andreas Meyer-Hanno, Peter Mussbach, Annemarie Roelofs, Manfred Roth, Gerhard Schedl, Peter Schönhofer und Hermann Treusch. 
Das Klappmaul Theater war Mitgründer und Mitgesellschafter des Theaterhauses Frankfurt. Unterstützt wurde die Theatergruppe vom Amt für Wissenschaft und Kunst der Stadt Frankfurt und dem Hessischen Ministerium für Wissenschaft und Kunst.
2000 trat das Ensemble auf der Expo 2000 auf.
Am 27. Mai 2005 gab das Klappmaul Theater nach 30 Jahren seine letzte Aufführung.
Da die Stücke Kinder und Erwachsene gleichermaßen ansprachen, wurde Klappmaul auch oft als Familientheater bezeichnet.

## Werke
Eigenproduktionen
- Ein Frosch lernt fressen (1975)
- Ab in die Pfütze (1976)
- Abenteuer im Urwald (1976)
- Hau ab, du Zwerg! (1978)
- Handwerk und Schweinkram (1978), Erwachsenenprogramm
- Ich auch! (1979)
- Ich glaub', es geht los! (1980)
- Emmchen und Üpsilon (1980)
- Klappt's? (1981)
- Die Nähmaschine (1982)
- Mach doch mal die Klappe auf! (1983)
- Augen zu und durch (1984), Erwachsenenprogramm
- Drunter und drüber (1984)
- Zum Kuckuck mit der Angst (1985)
- Mimi Eckstein hebt ab (1987)
- Hemden mögen's heiß (1988)
- Reise zum Mittelpunkt des Sofas (1990), 1. Teil der Sofa-Trilogie
- Spätlese (1991), Erwachsenenprogramm
- Eiszeit (1993)
- Keiner hat mich lieb (1994)
- Goldkind (1994), Erwachsenenprogramm nach dem gleichnamigen Roman von Eva Demski
- Der kleine Waschlappen (1998)
- Das Sofa schlägt zurück (2000), 2. Teil der Sofa-Trilogie
- Herbert Haseweis (2002)
- Sofadämmerung (2004), 3. Teil der Sofa-Trilogie

Auftragswerke und Koproduktionen
- Pierrot Lunaire (1980), Jugendfestspieltreffen Bayreuth
- Wozzeck (1993), Oper Frankfurt, Puppenszene in der Inszenierung von Peter Mussbach
- Oberon (1995), Oper Frankfurt, Puppenszenen in der Inszenierung von Veit Volkert und Manfred Roth
- Karneval der Tiere (1996), Koproduktion mit der Oper Frankfurt, Inszenierung: Manfred Roth
- Geneviève de Brabant (Satie) (1997), Koproduktion mit der Oper Frankfurt, Bearbeitung und Inszenierung: Manfred Roth
- Riesen, Zwerge, Menschenfresser (2000), Koproduktion mit Carinthischer Sommer, Inszenierung: Manfred Roth

Fernsehproduktionen
- Sandmännchen (1981–85), 96 Folgen für ARD, Regie: Barbara Feldmann, Focus-Film
- Neues... Computer für Kids mit Christian Spanik (1995–96), 12 + 8 Folgen in 2 Staffeln für ZDF/3sat

Filme
- Sofa-Trilogie (2005), Regie: Peter Schönhofer, Filmpremiere und DVD-Veröffentlichung: Dezember 2007

## Live-TV-Auftritte
- ZDF-Fernsehgarten (1996), 1 Episode, ZDF
- Tigerenten Club (1997, 1999), Folge 64 und 163, SWR/ARD

## Auszeichnungen
- 1996 Hessischer Kulturpreis
- 1998 Kinder- und Jugendtheaterpreis der Stadt Marburg
- 2002 Kinderfreundlichkeitspreis der Stadt Frankfurt
- 2005 Ehren-Kleinkunstpreis des unterhaus – Mainzer Forum-Theater